# ダニール・アレクサンドロヴィチ
ダニール・アレクサンドロヴィチ（ロシア語: Дании́л Алекса́ндрович, ラテン文字転写: Daniil Aleksandrovich, 1261年 - 1303年3月4日または5日）は、初代モスクワ公でリューリク朝モスクワ大公家の祖。ウラジーミル大公アレクサンドル・ネフスキーの末子。ユーリー3世、イヴァン1世の父。

## 生涯
父アレクサンドルの死後、その遺領のうちのモスクワを得たが、幼少であったため叔父のトヴェリ公ヤロスラフ3世の後見を受けた。1271年にヤロスラフが死去するとモスクワ公として自立した。
1300年にリャザン公国からオカ川沿いの重要拠点都市コロムナを奪い、次いで1302年にペレヤスラヴリ・ザレスキーを後嗣のなかったペレヤスラヴリ公イヴァン・ドミトリエヴィチの遺言により併合した。これにより、モスクワ公国は当時の経済的先進地域と重要河川への出口を得ることになった。当初小さかったモスクワ公国の領域は、ダニールの治世末期までには倍増した。また、彼自身はウラジーミル大公にはならなかった。
死の直前に修道士として剃髪し、その遺骸は自らが建立したダニーロフ修道院に葬られた。
1652年にロシア正教会から列聖された。

## 妻子
妻の名が記された史料はないが、P.ドルゴルーコフ(ru)は妻をエヴドキヤ・アレクサンドロヴナという人物であると指摘している。子には以下の人物がいた。
- ユーリー（1281年 - 1325年） - モスクワ公：1303年 - 1325年、ウラジーミル大公：1319年 - 1322年（ユーリー3世）、ノヴゴロド公：1322年 - 1325年。
- イヴァン（1288年 - 1340年） - モスクワ公：1325年 - 1341年、ウラジーミル大公：1328年 - 1341年（イヴァン1世）、ノヴゴロド公：1328年 - 1337年。通称イヴァン・カリター。
- アレクサンドル（1322年没）
- アファナシー(ru)（1322年没） - ノヴゴロド公：1314年 - 1315年、1319年 - 1322年。
- ボリス(ru)（1320年没） - コストロマ公：1304年 - ？。